# Коміни
Коміни (пол. Kominy, нім. Komini, 1939-45: Rauchfeld) — село в Польщі, у гміні Бродниця Бродницького повіту Куявсько-Поморського воєводства.
Населення — 138 осіб (2011).
У 1975-1998 роках село належало до Торунського воєводства.

## Демографія
Демографічна структура станом на 31 березня 2011 року:
|          | Загалом | Допрацездатний вік | Працездатний вік | Постпрацездатний вік |
| -------- | ------- | ------------------ | ---------------- | -------------------- |
| Чоловіки | 67      | 17                 | 47               | 3                    |
| Жінки    | 71      | 24                 | 40               | 7                    |
| Разом    | 138     | 41                 | 87               | 10                   |